# Смирнова, Галина Петровна
Галина Петровна Смирнова — советский хозяйственный и политический деятель.

## Биография
Родилась в 1940 году в Москве. Член КПСС.
В 1961—1995 гг. — рабочая Московского радиотехнического завода Министерства радиопромышленности СССР.
Указами Президиума Верховного Совета СССР от 25 апреля 1975 года и 3 июня 1982 года награждена орденами Трудовой Славы 3-й и 2-й степени.
Указом Президиума Верховного Совета СССР от 7 августа 1986 года награждён орденом Трудовой Славы 1-й степени, став полным кавалером ордена Трудовой Славы.
Делегат XXVII съезда КПСС.
Живёт в Москве.